# Kastanozem

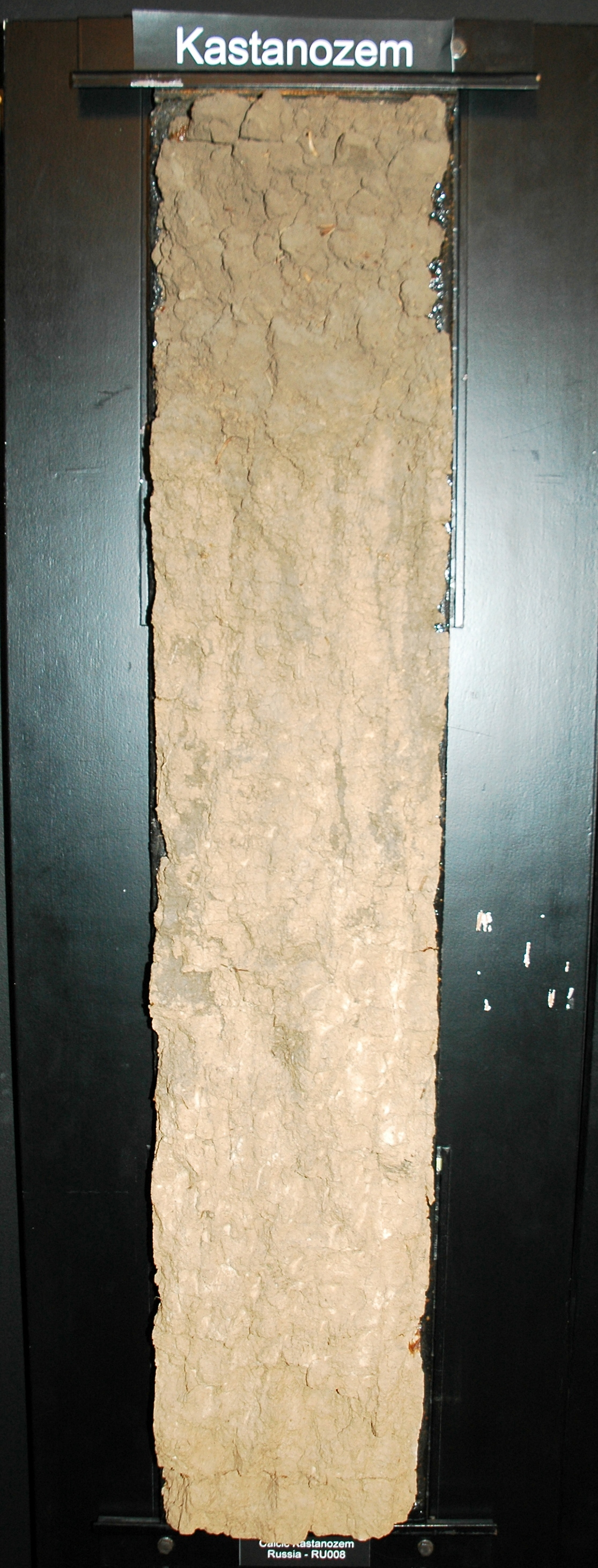
Kastanozem (Rusland)

Een Kastanozem is een donkerbruine bodem, rijk aan organisch materiaal. kastanozems zijn meestal gevormd in eolische sedimenten zoals löss in een droog en warm klimaat.
Kastanozems zijn in Rusland de bodems van de steppe, ten zuiden van de zone waar Chernozems voorkomen.
Droogte en erosie zijn de belangrijkste beperkingen van het gebruik van deze bodems. Kastanozems worden gebruikt voor de productie van granen en geïrrigeerde voedselgewassen. Veel Kastanozems zijn in gebruik voor extensieve veeteelt.
De naam kastanozem verwijst naar het Russische woord каштан (kasjtan), wat "kastanje" betekent en slaat op de bruinkleur van de bodem.

## Literatuur

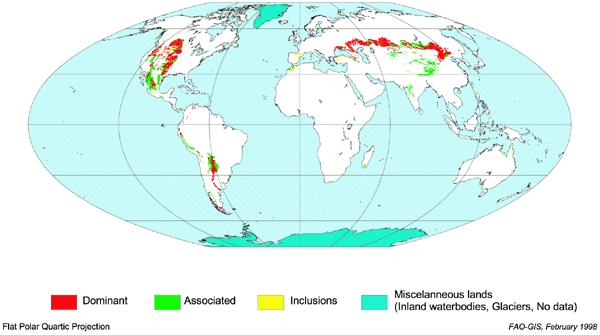
Voorkomen van Kastanozems